# Drosophila albifacies
Drosophila albifacies är en tvåvingeart som beskrevs av Elmo Hardy 1965. Drosophila albifacies ingår i släktet Drosophila och familjen daggflugor.
Artens utbredningsområde är Hawaii.